# Otok Kotlin
Kotlin (rusko: Ко́тлин) je ruski otok, ki leži v bližini glave Finskega zaliva, 32 kilometrov zahodno od Sankt Peterburga  v Baltskem morju. Kotlin ločuje Nevski zaliv od preostalega zaliva. Na otoku je utrjeno mesto Kronstadt. Otok služi kot prehod v Sankt Peterburg in je bil kot tak kraj več vojaških posegov.

## Zgodovina
Otok se nahaja na legendarnih poteh od Varjagov do Grkov in Arabcev, omenjen pa je v sporazumu Novgoroda s Hanso iz leta 1269 »Jaz, knez Jaroslav Jaroslavič ... z vsem Novgorodom in z nemškim veleposlanikom Henrikom Wullenpundom iz Lübecka, ... v Gotih je potrdil svet ... Toda novgorodskega veleposlanika ne bodo prevzeli in začnejo razmišljati, da se med Novgorodom in Kotlingom ...« - besedilo kaže na obstoj mesta Kotling na istoimenskem otoku, na katerem so pretovarjali z rečnih plovil na morska v časih, ki so se leta 1269 šteli za epskega. Pozneje so na otoku Novgorodci čakali prihajajoče trgovce, ki so preko Neve in Volhova do Ilmena vodili trgovske karavane .
Orehovski mir je leta 1323 vzpostavil skupno lastništvo otoka Kotlin med Novgorod in Švedsko, po Tjavzinskem mirovnem sporazumu iz leta 1595 je meja s Švedsko potekala preko otoka po črti Malaja Ižora - Sestroretsk. Po Stolbovski mirovni pogodbi iz leta 1617 je bil otok prenesen na Švedsko.
Obstaja legenda, po kateri so Švedi, ko so pristali na ruskem otoku, pri kocki pa puščali kotel. Ta legendarna skleda je upodobljena na grbu Kronstadta. Iz besede 'kotel' domnevno izvira ime Kotlin. Po drugi legendi je bil Kotlin tako imenovan, ker je na starih zemljevidih vrat Finskega zaliva vzhodno od otoka spominjal na kotel.
Na otočku, razporejenem na plitvini južno od otoka Kotlin, je Peter I. leta 1703 postavil utrdbo Kronšlot, ki je blokirala glavno plovbo, ki vodi do izliva Neve, kjer je bila zgrajena nova prestolnica carstva, Sankt Peterburg. 7. maja 1704 so začele obratovati utrdbe, ki so vsebovale dve bateriji na otoku Kotlin (datum ustanovitve Kronstadta).
Leta 1723 so na Kotlinu postavili trdnjavo in ji dali ime Kronstadt. Peter I. je smatral, da je Kronstadt del prestolnice.
Sovražniki so do začetka 20. stoletja srečevali močne utrdbe, ki so jih zgradili in nenehno posodabljali ob upoštevanju najnovejših dosežkov vojaške znanosti; 17 umetnih otokov z utrdbami, pa tudi baterije na severni in južni obali Finskega zaliva. Mnoge strukture niso imele primerjave v svetovni vojaški arhitekturi. V Kronstadtu so bile številne višje vojaške ustanove in trgovska pristanišča, ki so v državno blagajno prinesla ogromne prihodke.
V 1920-ih in 1930-ih je veterinarski in zootehniški inštitut Leningrad na otoku opravljal delo na področju vojaške biologije - iskanje primernih bioloških povzročiteljev bolezni ljudi in živali. Med drugim je bilo opravljeno delo z bakterijami kuge.
Kasneje marca 1921 je bil Kotlin prizorišče upora v Kronstadtu, zaradi česar je bilo več kot 11.000 žrtev. 
V čast otoka je poimenovan programski jezik Kotlin, ki sta ga razvila podjetje JetBrains in Google.

## Geografija
Otok ima obliko podolgovatega trikotnika dolžine 12,1 km, širine približno 1,6 km, z osnovo proti Sankt Peterburgu. Vzhodni ali širši konec zaseda mesto Kronstadt, v zahodni točki otoka do skale, na kateri je zgrajen svetilnik Tolbaaken, pa se razprostira 2,4 km.
Otok tako deli pristop do Sankt Peterburga na dva kanala; na severni strani ovirajo plitvine, ki segajo čez Kotlin do Lisiy Nos; južni kanal, dostop do nekdanje prestolnice, je zožen z izlivom, ki štrli iz nasprotnega Lomonosova na rusko celino in je bil blizu Kronstadta zgodovinsko močno varovan z baterijami.
Pomorski pristop do Sankt Peterburga je močno olajšala gradnja kanala leta 1875–85, globokega 7 m, skozi plitvino, medtem ko lahko avtomobili na otok pripeljejo preko jezu Sanktpeterburškega iz na severni in južni obali Finskega zaliva. Projekt jezu se je začel leta 1980 in bil, po več prekinitvah v devetdesetih letih, dokončan leta 2010 in uradno naročen leta 2011. 

## Promet
Nizka raven vode v Nevskem zalivu je bila spodbuda za gradnjo morskega kanala za prevoz velikih plovil. Ta kanal zagotavlja možnost premikanja plovil z ugrezom 11 metrov, dolžine 320 metrov in širine od 42 metrov.